# 高松市議会
高松市議会（たかまつしぎかい）は、香川県の県庁所在地である高松市の議会。

## 概要
高松市議会は、主権者により議会議員選挙で選出された議員40人で構成される高松市の行政、議決をおこなう機関である。官選制度のもと1890年（明治23年）3月13日から15日までの三日をかけて市議会議員30人が選出され、同年4月10日、市内築地町大本寺にて第一回高松市議会が開かれた。第二次世界大戦後の1947年（昭和22年）、地方自治法が施行され、同年4月民選制度による市議会議員選挙が執行された。議員の任期は4年。2024年5月現在、議会を構成する市議会議員は、2023年4月23日に行われた選挙により選ばれ、任期満了を2027年5月1日までと定められ、次回執行選挙を2027年4月と予定されている。
議会の定数は、地方自治法に基づいた条例（高松市議会議員定数条例）により40人と制定されている。議員は、3月、6月、9月、12月の一年に4度開催される定例会と必要に応じて開催される臨時会の二種類の本会議に出席する。なお、市長は、議長または議員定数の4分の1以上の数にあたる議員から求められた場合、臨時会を召集しなければならない。議会を代表し、議会秩序の保全、順序などの本会議運営、議会事務の処理などの務めを果たす役割として議長が、その役割を補佐ないし代理する勤めを副議長が担うことを定められている。
- 定数：40人
- 欠員：2
- 任期：4年（2023年5月2日から2027年5月1日まで）
- 選挙区：市全体を1選挙区とする大選挙区制（単記非移譲式）
- 議長：坂下且人（自由民主党）
- 副議長：橋本浩之（自由民主党）

歴代  高松市議会議長
| 代数 | 議長       | 所属党派           | 就任日                 | 退任日                 | 備考                                                                               |
| ---- | ---------- | ------------------ | ---------------------- | ---------------------- | ---------------------------------------------------------------------------------- |
| 1    | 菊池武熈   |                    | 1890年（明治23年）4月  | 1893年（明治26年）1月  |                                                                                    |
| 2    | 北村雅暢   |                    | 1893年（明治26年）1月  | 1895年（明治28年）1月  |                                                                                    |
| 3    | 菊池武熈   |                    | 1895年（明治28年）1月  | 1896年（明治29年）1月  |                                                                                    |
| 4    | 北村雅暢   |                    | 1896年（明治29年）1月  | 1899年（明治32年）3月  |                                                                                    |
| 5    | 菊池武熈   |                    | 1899年（明治32年）4月  | 1900年（明治33年）1月  |                                                                                    |
| 6    | 片山高義   |                    | 1900年（明治33年）1月  | 1902年（明治35年）1月  |                                                                                    |
| 7    | 川口萬之助 |                    | 1902年（明治35年）1月  | 1903年（明治36年）1月  |                                                                                    |
| 8    | 片山高義   |                    | 1903年（明治36年）1月  | 1905年（明治38年）3月  |                                                                                    |
| 9    | 下津永行   |                    | 1905年（明治38年）4月  | 1907年（明治40年）1月  |                                                                                    |
| 10   | 井戸文四郎 |                    | 1907年（明治40年）1月  | 1908年（明治41年）1月  |                                                                                    |
| 11   | 品治隆     |                    | 1908年（明治41年）1月  | 1909年（明治42年）1月  |                                                                                    |
| 12   | 北村苟吉   |                    | 1909年（明治42年）1月  | 1910年（明治43年）1月  |                                                                                    |
| 13   | 岡田寅彦   |                    | 1910年（明治43年）1月  | 1911年（明治44年）1月  |                                                                                    |
| 14   | 品治隆     |                    | 1911年（明治44年）1月  | 1914年（大正3年）3月   |                                                                                    |
| 15   | 谷川定次   |                    | 1914年（大正3年）3月   | 1916年（大正5年）2月   |                                                                                    |
| 16   | 前田道弘   |                    | 1916年（大正5年）2月   | 1918年（大正7年）3月   |                                                                                    |
| 17   | 品治隆     |                    | 1918年（大正7年）3月   | 1922年（大正11年）3月  |                                                                                    |
| 18   | 中村新太郎 |                    | 1922年（大正11年）3月  | 1923年（大正12年）3月  |                                                                                    |
| 19   | 品治隆     |                    | 1923年（大正12年）3月  | 1926年（大正15年）3月  |                                                                                    |
| 20   | 大西愛三郎 |                    | 1926年（大正15年）4月  | 1930年（昭和5年）3月   |                                                                                    |
| 21   | 牧伴五郎   |                    | 1930年（昭和5年）4月   | 1931年（昭和6年）1月   | 普通選挙が行われる。                                                               |
| 22   | 澁江嘉太郎 |                    | 1931年（昭和6年）2月   | 1933年（昭和8年）3月   |                                                                                    |
| 23   | 小田榮次   |                    | 1933年（昭和8年）3月   | 1934年（昭和9年）3月   |                                                                                    |
| 24   | 鈴木義伸   |                    | 1934年（昭和9年）3月   | 1938年（昭和13年）3月  |                                                                                    |
| 25   | 細渓宗次郎 |                    | 1938年（昭和13年）3月  | 1942年（昭和17年）6月  |                                                                                    |
| 26   | 夏目重一   |                    | 1942年（昭和17年）6月  | 1944年（昭和19年）11月 |                                                                                    |
| 27   | 太田顕     |                    | 1944年（昭和19年）12月 | 1945年（昭和20年）3月  |                                                                                    |
| 28   | 松田春次   |                    | 1945年（昭和20年）4月  | 1945年（昭和20年）7月  |                                                                                    |
| 29   | 國東照太   |                    | 1945年（昭和20年）9月  | 1946年（昭和21年）4月  |                                                                                    |
| 30   | 太田顕     |                    | 1946年（昭和21年）5月  | 1947年（昭和22年）4月  |                                                                                    |
| 31   | 水野丞祐   |                    | 1947年（昭和22年）5月  | 1948年（昭和23年）9月  | 公選制 初の市議会議長                                                              |
| 32   | 太田宗次郎 |                    | 1948年（昭和23年）9月  | 1949年（昭和24年）2月  |                                                                                    |
| 33   | 藤本慶一   |                    | 1949年（昭和24年）3月  | 1950年（昭和25年）3月  |                                                                                    |
| 34   | 川野嘉平   |                    | 1950年（昭和25年）3月  | 1951年（昭和26年）4月  |                                                                                    |
| 35   | 山田孝男   |                    | 1951年（昭和26年）5月  | 1953年（昭和28年）6月  |                                                                                    |
| 36   | 植田清一   |                    | 1953年（昭和28年）6月  | 1955年（昭和30年）5月  |                                                                                    |
| 37   | 水野員能   |                    | 1955年（昭和30年）5月  | 1957年（昭和32年）2月  |                                                                                    |
| 38   | 野口裕     |                    | 1957年（昭和32年）2月  | 1958年（昭和33年）9月  |                                                                                    |
| 39   | 山田孝男   |                    | 1958年（昭和33年）9月  | 1959年（昭和34年）5月  |                                                                                    |
| 40   | 磯淵良男   |                    | 1959年（昭和34年）5月  | 1960年（昭和35年）5月  |                                                                                    |
| 41   | 松田和夫   |                    | 1960年（昭和35年）5月  | 1961年（昭和36年）7月  |                                                                                    |
| 42   | 上枝正行   |                    | 1961年（昭和36年）7月  | 1962年（昭和37年）9月  |                                                                                    |
| 43   | 福島冨夫   |                    | 1962年（昭和37年）9月  | 1963年（昭和38年）3月  |                                                                                    |
| 44   | 福田豊重   |                    | 1963年（昭和38年）5月  | 1964年（昭和39年）7月  |                                                                                    |
| 45   | 磯淵良男   |                    | 1964年（昭和39年）7月  | 1965年（昭和40年）3月  |                                                                                    |
| 46   | 常谷義隆   |                    | 1965年（昭和40年）3月  | 1966年（昭和41年）3月  |                                                                                    |
| 47   | 花崎政美   |                    | 1966年（昭和41年）3月  | 1967年（昭和42年）5月  |                                                                                    |
| 48   | 住谷壽雄   |                    | 1967年（昭和42年）5月  | 1968年（昭和43年）12月 |                                                                                    |
| 49   | 高木英一   |                    | 1968年（昭和43年）12月 | 1970年（昭和45年）3月  |                                                                                    |
| 50   | 綾田倫吉   |                    | 1970年（昭和45年）3月  | 1971年（昭和46年）5月  |                                                                                    |
| 51   | 伏見芳晴   |                    | 1971年（昭和46年）5月  | 1973年（昭和48年）5月  |                                                                                    |
| 52   | 花崎政美   |                    | 1973年（昭和48年）5月  | 1974年（昭和49年）9月  |                                                                                    |
| 53   | 平賀操     |                    | 1974年（昭和49年）9月  | 1975年（昭和50年）5月  |                                                                                    |
| 54   | 佐々木緑   |                    | 1975年（昭和50年）5月  | 1976年（昭和51年）6月  |                                                                                    |
| 55   | 川溿幸利   |                    | 1976年（昭和51年）6月  | 1977年（昭和52年）6月  |                                                                                    |
| 56   | 日下榮太郎 |                    | 1977年（昭和52年）6月  | 1978年（昭和53年）6月  |                                                                                    |
| 57   | 小河秀雄   |                    | 1978年（昭和53年）6月  | 1979年（昭和54年）5月  |                                                                                    |
| 58   | 天雲保夫   |                    | 1979年（昭和54年）5月  | 1980年（昭和55年）7月  |                                                                                    |
| 59   | 多田潔司   |                    | 1980年（昭和55年）7月  | 1981年（昭和56年）6月  |                                                                                    |
| 60   | 水野高司   |                    | 1981年（昭和56年）6月  | 1982年（昭和57年）6月  |                                                                                    |
| 61   | 天雲保夫   |                    | 1982年（昭和57年）6月  | 1983年（昭和58年）5月  |                                                                                    |
| 62   | 浅倉勝     |                    | 1983年（昭和58年）5月  | 1984年（昭和59年）6月  |                                                                                    |
| 63   | 多田潔司   |                    | 1984年（昭和59年）6月  | 1985年（昭和60年）6月  |                                                                                    |
| 64   | 岡田明     |                    | 1985年（昭和60年）6月  | 1986年（昭和61年）6月  |                                                                                    |
| 65   | 川溿幸利   |                    | 1986年（昭和61年）6月  | 1987年（昭和62年）5月  |                                                                                    |
| 66   | 諏訪博文   |                    | 1987年（昭和62年）5月  | 1988年（昭和63年）6月  |                                                                                    |
| 67   | 佐藤達二   |                    | 1988年（昭和63年）6月  | 1989年（平成元年）6月  |                                                                                    |
| 68   | 多田豊     |                    | 1989年（平成元年）6月  | 1990年（平成2年）6月   |                                                                                    |
| 69   | 岡優       | 同志会             | 1990年（平成2年）6月   | 1991年（平成3年）3月   |                                                                                    |
| 70   | 溝渕武男   |                    | 1991年（平成3年）3月   | 1991年（平成3年）5月   |                                                                                    |
| 71   | 阿部唯     |                    | 1991年（平成3年）5月   | 1992年（平成4年）6月   |                                                                                    |
| 72   | 諏訪博文   |                    | 1992年（平成4年）6月   | 1993年（平成5年）6月   |                                                                                    |
| 73   | 香西秀治   |                    | 1993年（平成5年）6月   | 1994年（平成6年）6月   |                                                                                    |
| 74   | 多田豊     |                    | 1994年（平成6年）6月   | 1995年（平成7年）5月   |                                                                                    |
| 75   | 大熊忠臣   |                    | 1995年（平成7年）5月   | 1996年（平成8年）6月   |                                                                                    |
| 76   | 山田徹郎   | 同志会             | 1996年（平成8年）6月   | 1997年（平成9年）6月   |                                                                                    |
| 77   | 天雲保夫   |                    | 1997年（平成9年）6月   | 1998年（平成10年）3月  |                                                                                    |
| 78   | 三笠輝彦   |                    | 1998年（平成10年）3月  | 1999年（平成11年）5月  |                                                                                    |
| 79   | 諏訪博文   |                    | 1999年（平成11年）5月  | 2000年（平成12年）7月  |                                                                                    |
| 80   | 川溿幸利   |                    | 2000年（平成12年）7月  | 2001年（平成13年）5月  |                                                                                    |
| 81   | 大浦澄子   | 同志会、自由民主党 | 2001年（平成13年）5月  | 2002年（平成14年）5月  | 第76代副議長 二川浩三 (同志会)                                                     |
| 82   | 北原和夫   | 同志会、自由民主党 | 2002年（平成14年）5月  | 2003年（平成15年）5月  | 第77代副議長 鎌田基志（同志会）                                                    |
| 83   | 山田徹郎   | 同志会、自由民主党 | 2003年（平成15年）5月  | 2004年（平成16年）5月  | 第78代副議長 菰渕将鷹（同志会）                                                    |
| 84   | 谷本繁男   | 同志会、自由民主党 | 2004年（平成16年）5月  | 2005年（平成17年）5月  | 第79代副議長 大橋光政 (同志会)                                                     |
| 85   | 三笠輝彦   | 同志会、自由民主党 | 2005年（平成17年）5月  | 2006年（平成18年）5月  | 第80代副議長 住谷幸信（同志会）                                                    |
| 86   | 綾野和男   | 同志会、自由民主党 | 2006年（平成18年）5月  | 2007年（平成19年）5月  | 第81代副議長 妻鹿常男（同志会）                                                    |
| 87   | 鎌田基志   | 同志会、自由民主党 | 2007年（平成19年）5月  | 2008年（平成20年）5月  | 第82代副議長 鎌田基志（同志会）                                                    |
| 88   | 菰渕将鷹   | 同志会、自由民主党 | 2008年（平成20年）5月  | 2009年（平成21年）5月  | 第83代副議長 山下稔（同志会）                                                      |
| 89   | 大橋光政   | 同志会、自由民主党 | 2009年（平成21年）5月  | 2010年（平成22年）5月  | 第84代副議長 池内靜雄（同志会）                                                    |
| 90   | 住谷幸伸   | 同志会、自由民主党 | 2010年（平成22年）5月  | 2011年（平成23年）5月  | 第85代副議長 中村順一（同志会）                                                    |
| 91   | 妻鹿常男   | 同志会、自由民主党 | 2011年（平成23年）5月  | 2012年（平成24年）5月  | 第86代副議長 岡下勝彦（同志会）                                                    |
| 92   | 大浦澄子   | 同志会、自由民主党 | 2012年（平成24年）5月  | 2013年（平成25年）5月  | 第87代副議長 辻正雄 (同志会)                                                       |
| 93   | 鎌田基志   | 同志会、自由民主党 | 2013年（平成25年）5月  | 2014年（平成26年）5月  | 第88代副議長 森川輝男 (同志会)                                                     |
| 94   | 中村順一   | 自由民主党議員会   | 2014年（平成26年）5月  | 2015年（平成27年）5月  | 第89代副議長 小比賀勝博（自由民主党議員会）                                        |
| 95   | 岡下勝彦   | 自由民主党議員会   | 2015年（平成27年）5月  | 2017年（平成29年）6月  | 第90代副議長 森谷忠造（自由民主党議員会） 第91代副議長 西岡章夫（自由民主党議員会) |
| 96   | 森川輝男   | 自由民主党議員会   | 2017年（平成29年）6月  | 2018年（平成30年）5月  | 第92代副議長 井上孝志（自由民主党議員会）                                          |
| 97   | 二川浩三   | 自由民主党議員会   | 2018年（平成30年）5月  | 2019年（令和元年）5月  | 第93代副議長 大山高子（公明党議員会）                                              |
| 98   | 小比賀勝博 | 自由民主党議員会   | 2019年（令和元年）5月  | 2020年（令和2年）5月   | 第94代副議長 十川信孝（自由民主党議員会）                                          |
| 99   | 井上孝志   | 自由民主党議員会   | 2020年（令和2年）5月   | 2021年（令和3年）5月   | 第95代副議長 佐藤好邦（自由民主党議員会）                                          |
| 100  | 十川信孝   | 自由民主党議員会   | 2021年（令和3年）5月   | 2022年（令和4年）5月   | 第96代副議長 藤原正雄（自由民主党議員会）                                          |
| 101  | 佐藤好邦   | 自由民主党議員会   | 2022年（令和4年）5月   | 2023年（令和5年）5月   | 第97代副議長 白石義人（自由民主党議員会）                                          |
| 102  | 白石義人   | 自由民主党議員会   | 2023年（令和5年）5月   | 2024年（令和6年）5月   | 第98代副議長 大見昌弘（自由民主党議員会）                                          |
| 103  | 大見昌弘   | 自由民主党清新会   | 2024年（令和6年）5月   | 2025年（令和7年）5月   | 第99代副議長 坂下且人（自由民主党清新会）                                          |
| 104  | 坂下且人   | 自由民主党清新会   | 2025年（令和7年）5月   | 現職                   | 第100代副議長 橋本浩之（自由民主党清新会）                                         |

## 施設
高松市議会は、1979年（昭和54年）2月に落成した高松市役所に位置し、議会棟の3階に正副の議長室と市議会事務局、議会図書室が、4階に議員控室と委員会室が、5階と6階に議場などが設けられている。

## 事務局
市議会の下部組織として議会事務局がある。議会活動における事務処理などの補助機関としての役割を担い、総務調査課と議事課の二つの課から構成されている。総務調査課は、正副議長の秘書、本会議や委員会における運営の補助、市政の調査、議会広報（たかまつ市議会レポート）の発行、議会図書室などについての業務を、議事課は、本議会や委員会の会議録の作成、市の行政への意見や要望に対する事務などの業務を行う。職員数は19人。

## 委員会
議案などは最終的には本会議で決定されるが、市政の範囲は広く、複雑なため、専門的に能率よく審査・調査をするために常任委員会と特別委員会を設けている。また、議会の運営を円滑に行うため、議会運営委員会も設けている。
常任委員会は地方自治法と条例（高松市議会委員会条例)に基づいて議会に常に置かれている委員会で、高松市議会には、総務常任委員会、教育民生常任委員会、経済環境常任委員会、建設消防常任委員会の四つの委員会がある。議員は必ず、このうちの一つの委員会の委員になることが義務づけられており、常任委員の任期は1年。
特別委員会は必要に応じて設置、審査を行う委員会で、任期は審査終了まで。2024年現在、定数13人または14人の、総合交通対策、卸売市場再整備、観光エリア・附属医療施設整備の3つの特別委員会が置かれている。過去には公害交通安全対策特別委員会（1969年5月設置）や第48回国民体育大会香川県準備委員会（1986年2月26日設置）、合併問題特別委員会（2013年5月15日設置）などの特別委員会が設置された。一方、これらとは別に毎年9月の定例会では、各会計の決算を審査する決算審査特別委員会が設置される。常任委員会と特別委員会の両委員会所属の議員は、本会議で付託された議案の審査を行ない、委員会での審議内容は、最終決議を執り行うため本会議で報告される。
- 常任委員会 ー 総務常任委員会（10人）、教育民生常任委員会（10人）、経済環境常任委員会（10人）、建設消防常任委員会（10人）
- 議会運営委員会（10人）
- 特別委員会 ー 総合交通対策特別委員会（13人）、卸売市場再整備特別委員会（13人）、観光エリア・附属医療施設整備特別委員会（14人）

高松市議会  常任委員会および議会運営委員会（2025年5月13日現在）
| 委員会             | 定数 | 委員長                       | 副委員長                     |
| ------------------ | ---- | ---------------------------- | ---------------------------- |
| 総務常任委員会     | 10   | 杉本勝利（自由民主党清新会） | 横井裕二（自由民主党清新会） |
| 教育民生常任委員会 | 10   | 中村秀三（公明党議員会）     | 糸瀨文史（自由民主党清新会） |
| 経済環境常任委員会 | 10   | 辻 正彦（自由民主党清新会）  | 笹原勝彦（自由民主党清新会） |
| 建設消防常任委員会 | 10   | 大西 智（市民フォーラム21）  | 松熊秀樹（自由民主党清新会） |
| 議会運営委員会     | 10   | 北谷悌邦（自由民主党清新会） | 造田正彦（市民フォーラム21） |

特別委員会（2025年5月13日現在）
| 委員会                                 | 定数 | 委員長                       | 副委員長                    |
| -------------------------------------- | ---- | ---------------------------- | --------------------------- |
| 総合交通対策特別委員会                 | 13   | 住谷篤志（自由民主党清新会） | 米田 優（市民フォーラム21） |
| 卸売市場再整備特別委員会               | 12   | 中村順一（自由民主党議員会） | 斉藤 修（自由民主党清新会） |
| 観光エリア・附属医療施設整備特別委員会 | 13   | 佐藤好邦（自由民主党議員会） | 山下 誠（自由民主党清新会） |

## 会派
議会には自由民主党清新会、市民フォーラム21、公明党議員会、自由民主党議員会、日本共産党議員団の合計5つの会派が存在している。大西秀人市政では、自民党議員会、市民フォーラム21、公明党議員会、旧新政同志会の4つの会派が、5期目の市長選挙の際に政策協定を結んだ。
| 会派名           | 議席数 | 議員名（◎は代表者） | 女性議員数 | 女性議員の比率(%) |
| ---------------- | ------ | --- | ---------- | ----------------- |
| 自由民主党清新会 | 18     | ◎ 山下 誠、糸瀨文史、大浦真由美、大見昌弘、香川洋二(無所属)、北谷悌邦、斉藤 修、坂下且人、﨑山美幸、笹原勝彦、杉本勝利、住谷篤志、辻 正彦、橋本浩之、松熊秀樹、牟禮俊也、妻鹿匡登、横井裕二(会長以外は五十音順) | 2          | 11                |
| 市民フォーラム21 | 7      | ◎大西智(無所属)、中西俊介(立民)、造田正彦(無所属)、米田 優(国民)、山西朋子(無所属)、多田優子(立民)、前川幸輝(国民)                                                                                              | 2          | 28                |
| 公明党議員会     | 5      | ◎大山高子、中村伸一、春田敬司、中村秀三、中津宏信 | 1          | 20                |
| 自由民主党議員会 | 4      | ◎ 中村順一、佐藤好邦、白石義人、小松由美 | 1          | 25                |
| 日本共産党議員団 | 2      | ◎岡田まなみ、藤沢やよい | 2          | 100               |
| 無所属           | 2      | 太田安由美、五條陽子 | 2          | 100               |
| 計               | 38     | | 10         | 26                |

## 議員
高松市議会議員は公職選挙法に基づき、4年に一度、日本国民で満18歳以上の高松市在住、引き続き3か月以上高松市に住所を有する選挙権のある有権者による投票によって選ばれる。また満25歳以上の市議会議員の選挙権を持つ者に被選挙権がある。議員報酬は、一般議員が一か月615,000円で、副議長が654,000円、議長が735,000円、期末手当は、各々6月期と12月期に分けて、合計3.40月分が支給される。2001年（平成13年）3月23日、高松市議会政務活動費の交付に関する条例が、地方自治法に則り策定、公布され、同年4月1日に施行された。政務活動費は、4月から9月までと10月から3月までの6ヶ月ごと月額10万円、合計120万円が各議員に支給される。議員は、受け取った政務活動費と使用した政務活動費を記載した報告書を毎年4月30日までに議長に報告する義務が定められている。平成28年度交付分から、各議員の政務活動費収支報告書及び添付書類の全てについて、ホームページ上で公開している。

## 選挙
高松市議会議員選挙は、4年に一度、高松市全域を選挙区とする大選挙区制（単記非移譲式）で執り行われる。前回は2023年4月23日に実施された。
選挙結果
2023年高松市議会議員選挙
当日有権者数：346,019人　最終投票率：42,26%（前回比：+2.17ポイント）
定数：40人　立候補者数：52人
2019年高松市議会議員選挙
当日有権者数：348,316人　最終投票率：40.09%（前回比：-7.54ポイント）　定数：40人　立候補者数：48人
2015年高松市議会議員選挙
当日有権者数：340,076人　最終投票率：47.63%（前回比：-1.19ポイント）　定数：40人　立候補者数：50人
2011年高松市議会議員選挙
当日有権者数：338,689人　最終投票率：48.82%（前回比：-3.41ポイント）　定数：40人　立候補者数：57人
2007年高松市議会議員選挙
当日有権者数：329,241人　最終投票率：52.23%（前回比：-0.15ポイント）　定数：51人　立候補者数：62人
2003年高松市議会議員選挙
当日有権者数：262,356人　最終投票率：55.08%（前回比：-3.92ポイント）　定数：40人　立候補者数：43人
1999年高松市議会議員選挙
当日有権者数：257,832人　最終投票率：59.00%（前回比：-5.63ポイント）　定数：40人　立候補者数：50人
1995年高松市議会議員選挙
当日有権者数：248,222人　最終投票率：60.71%（前回比：-5.44ポイント）　定数：44人　立候補者数：45人
1991年高松市議会議員選挙
当日有権者数：238,895人　最終投票率：66.15%（前回比：-1.96ポイント）　定数：44人　立候補者数：47人
1987年高松市議会議員選挙
当日有権者数：230,014人　最終投票率：68.11%（前回比：-ポイント）　定数：44人　立候補者数：47人

## 出身者
首長
- 國東照太（元市長、初の公選制高松市長）

国会議員
- 井戸文四郎（元衆議院議員）